# Angern an der March
Angern an der March osztrák mezőváros Alsó-Ausztria Gänserndorfi járásában. 2020 januárjában 3417 lakosa volt. 

## Elhelyezkedése

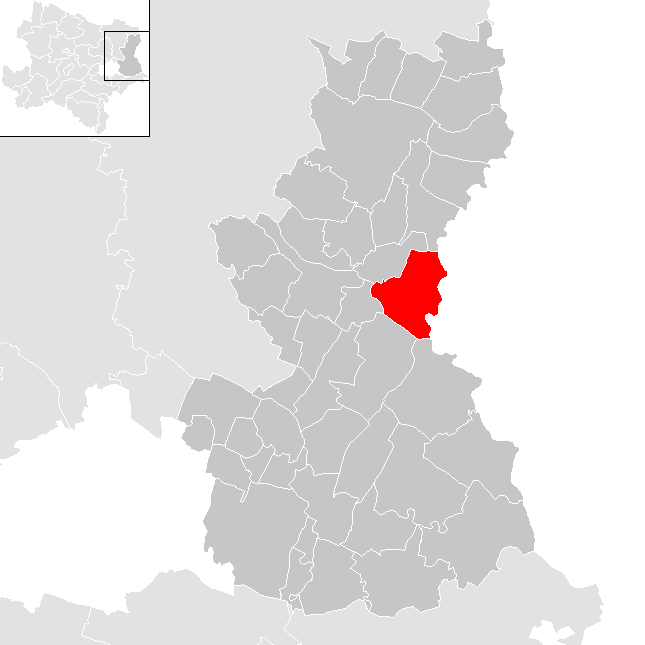
Angern an der March a Gänserndorfi járásban

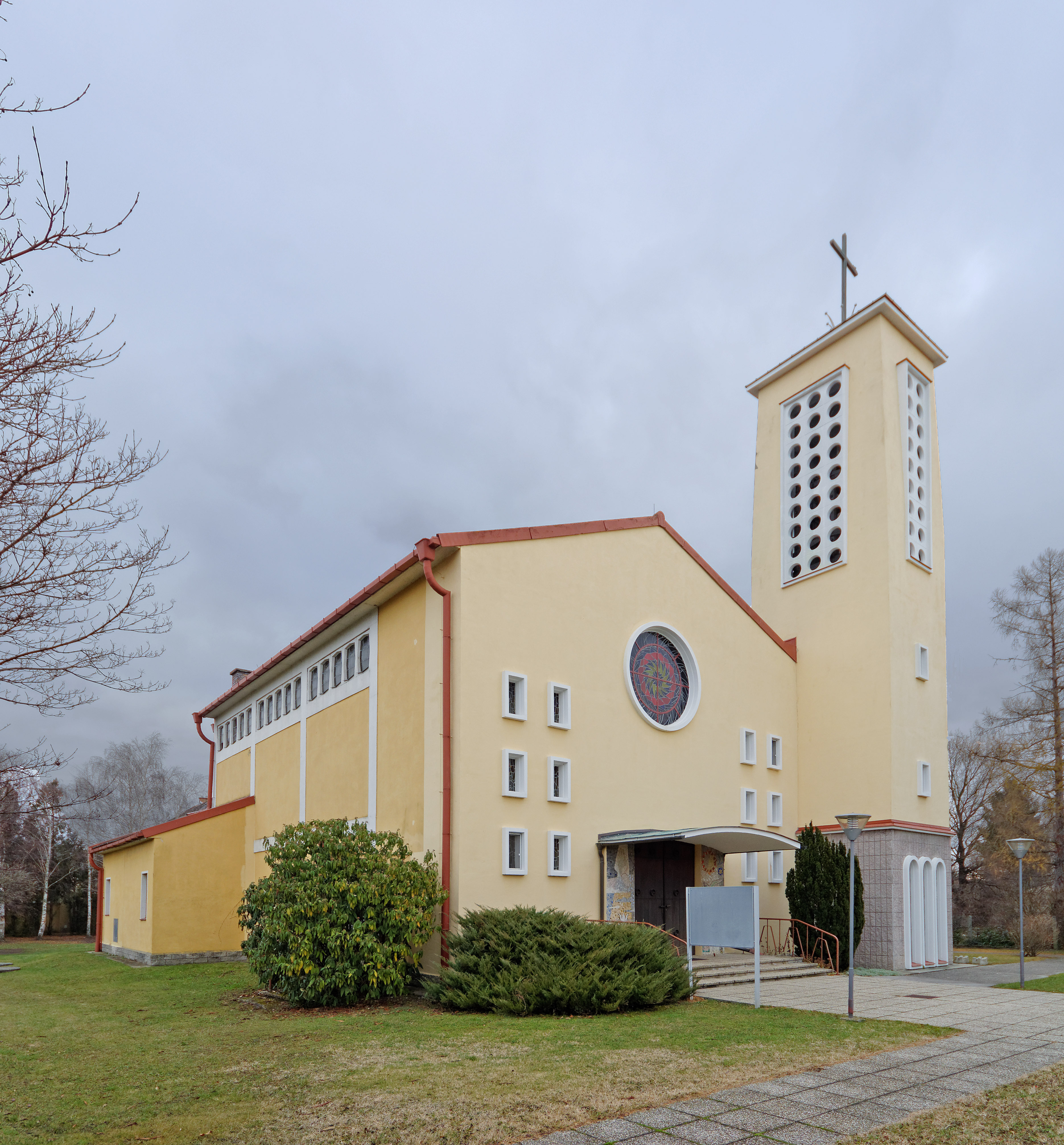
A Szent kereszt feltalálása-plébániatemplom

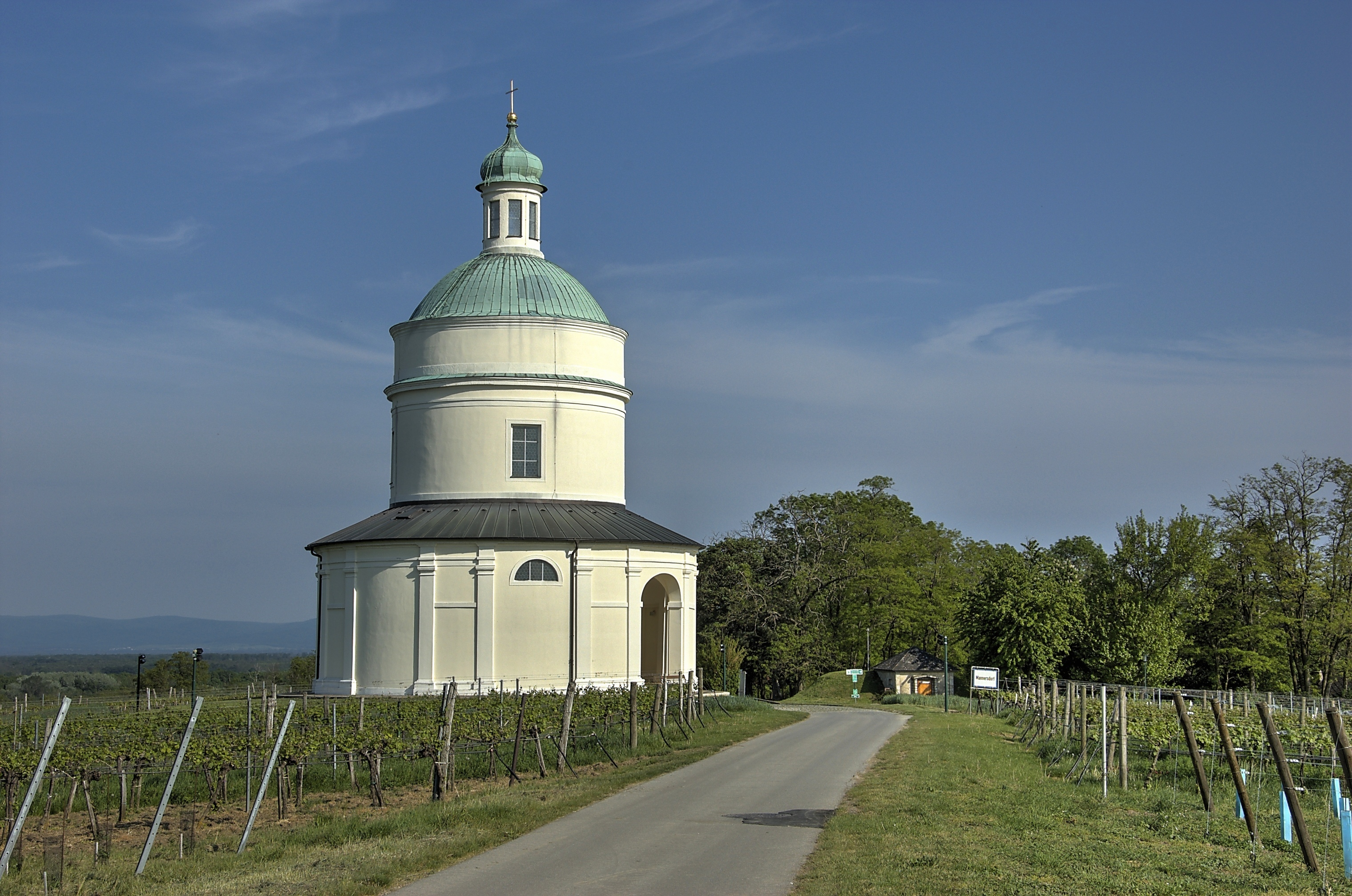
A mannersodrfi Szt. Rókus-kápolna

Angern an der March a tartomány Weinviertel régiójában fekszik a Morva-mező északkeleti részén, a Morva folyó jobb partján, a szlovák határ mentén.  Területének 14,4%-a erdő, 65,9% áll mezőgazdasági művelés alatt. Az önkormányzat 5 településrészt és falut egyesít: Angern an der March (1445 lakos 2020-ban), Grub an der March (326), Mannersdorf an der March (487), Ollersdorf (799) és Stillfried (360). 
A környező önkormányzatok: délre Weiden an der March, délnyugatra Weikendorf, nyugatra Prottes, északnyugatra Ebenthal, északra Dürnkrut, északkeletre Dimvár, keletre Magyarfalu, délnyugatra Nagymagasfalu (utóbbi három Szlovákiában).
A kataszteri közösségek Angern an der March, Grub an der March, Mannersdorf an der March, Ollersdorf és Stillfried.

## Története
Angern területe már a korai és középső bronzkorban lakott volt, a régészek többek között bronz kardot és lándzsát, valamint az urnamezős kultúra kerámiáit tárták fel.
Angern először 1260-ben említik. A fontos kereskedelmi úton, a Morva gázlójánál (később hídjánál) fekvő település 1465-ben kapott mezővárosi jogokat. Uradalmi központ volt, hozzá tartoztak Ollersdorf, Mannersdorf és Tallesbrunn falvak. A török támadások idején a Morva-mező déli részeinek lakói Angernbe menekültek. A napóleoni háborúk idején, 1805-ben és 1809-ben a franciák kifosztották a települést. A 19. század második felében jelentős ipari fejlesztésekre került sor, olajfinomítót, kátrány- és kenőolajgyárat, szeszfőzdét alapítottak Angernben. Az angerni kastély, valamint az 1870-ben épített Morva-híd a második világháború végi harcokban megsemmisült. 2007-ben a mezőváros megszavazta a híd újjáépítését, de 2014-ben egy újabb szavazással elejtették a megvalósítását. Ma komp közlekedik Angern és Magyarfalu között.

## Lakosság
Az Angern an der March-i önkormányzat területén 2020 januárjában 3417 fő élt. A lakosságszám 1991 óta gyarapodó tendenciát mutat. 2018-ban az ittlakók 88,2%-a volt osztrák állampolgár; a külföldiek közül 1% a régi (2004 előtti), 3,9% az új EU-tagállamokból érkezett. 6% a volt Jugoszlávia (Szlovénia és Horvátország nélkül) vagy Törökország, 1% egyéb országok polgára volt. 2001-ben a lakosok 79%-a római katolikusnak, 1,8% evangélikusnak, 2% ortodoxnak, 4,3% mohamedánnak, 9,7% pedig felekezeten kívülinek vallotta magát. Ugyanekkor 10 magyar élt a mezővárosban; a legnagyobb nemzetiségi csoportokat a német (90,7%) mellett a törökök (2,6%) és a szerbek (2,3%) alkották. 
A népesség változása:

| 2016 | 3 343 |
| 2018 | 3 384 |

## Látnivalók
- az angerni Szent kereszt megtalálása-plébániatemplom
- a mannersdorfi Szt. Agáta-plébániatemplom
- az ollersdorfi Szt. Leonhard-plébániatemplom
- a stillfriedi Szt. György-plébániatemplom
- a mannersodrfi Szt. Rókus-kápolna
- a stillfriedi helytörténeti múzeum

## Fordítás
- Ez a szócikk részben vagy egészben  az   Angern an der March című német Wikipédia-szócikk ezen változatának fordításán alapul.  Az eredeti cikk szerkesztőit annak laptörténete sorolja fel. Ez a jelzés csupán a megfogalmazás eredetét és a szerzői jogokat jelzi, nem szolgál a cikkben szereplő információk forrásmegjelöléseként.